# Jadar Sport Radom
Jadar Sport Radom war ein polnischer Volleyballverein aus Radom, den es in den Jahren 2003–2011 gab.
In den Jahren 2007–10 spielt Jadar in der PlusLiga.